# Dziwaczka arlekin
Dziwaczka arlekin, żaba dziwaczka, żaba arlekin (Pseudis paradoxa) – gatunek płaza bezogonowego z rodziny rzekotkowatych (Hylidae), występujący w północnej połowie Ameryki Południowej.
Zasięg występowaniaGatunek ten występuje od Kolumbii, Wenezueli i regionu Gujana przez brazylijską Amazonię na południe po południowo-wschodnie Peru i północną Boliwię; także na Trynidadzie. Starsze stwierdzenia dalej na południe aż po północną Argentynę przypisywane są obecnie innemu gatunkowi – Pseudis platensis.
Średnie wymiary
- Długość: kijanki do 25 cm, dorosłe osobniki 7,5 cm (jest to gatunek, który ma jedne z największych kijanek w porównaniu do wielkości osobników dorosłych[4]).

Rozmnażanie
- Okres rozmnażania: w porze deszczowej.
- Jaja: samica składa je w kałużach.

Tryb życia
- Zwyczaje: z wyjątkiem okresu godowego prowadzi życie samotnicze.
- Pożywienie: dorosłe osobniki – owady, drobne skorupiaki, kijanki – pokarm roślinny.